# Ninja Bachelor Party
 (avril 2010).
Pour les articles homonymes, voir Ninja (homonymie).
Ninja Bachelor Party est un film à petit budget de 1991, réalisé et interprété par Bill Hicks, Kevin Booth et David Johndrow. Malgré un format court (30 minutes), son tournage s'est étalé sur dix ans. Le film parodie les films d'arts martiaux initiatiques en vogue dans les années 1980. Le doublage, essentiellement assuré par Booth et Hicks pour tous les personnages, est intentionnellement bâclé, favorisant l'improvisation ainsi que le sens de l'absurde.

## Synopsis
Clarence Mumford est un jeune adulte, accro aux sirops contre la toux, qui vit chez ses parents. Ces derniers ne voient pas d'un très bon œil sa vocation : devenir un ninja professionnel. Après une dispute familiale, il se rend chez sa petite amie Shotsi, mais la découvre au lit avec trois autres hommes qui le brutalisent aussitôt.
Tandis qu'il quitte les lieux, déconfit, Clarence remarque une publicité pour le dojo du Dr Death. Il se rend sur place et rencontre le maître des lieux. Après une brève discussion, Dr Death propose à Clarence de lui serrer la main, mais lui tord aussitôt le bras en lui conseillant de ne se fier à personne, pas même à son gourou.
Plus tard dans la nuit, Clarence rêve d'un maître en arts martiaux coréen qui l'invite à prendre l'avion pour venir s'entraîner chez lui. Dès le lendemain, Clarence s'envole pour la Corée et rencontre le vieil homme qu'il avait vu dans son rêve. Commence alors une initiation faite de combats et de méditation.
Son entraînement achevé, Clarence rentre chez lui. Il se rend dans l'appartement de Shotsi, qui le trompe cette fois-ci avec Dr Death. Les deux hommes s'engagent alors dans une course-poursuite à travers la ville, qui les ramène finalement à l'appartement de Shotsi. La jeune femme est prise en otage par Dr Death, qui menace de l'égorger. Clarence invoque l'aide de son vieux maître, qui le gratifie d'un vélo grâce auquel le jeune homme percute son adversaire, le coupant en deux au niveau du tronc. Victorieux, le jeune homme retrouve l'affection de Shotsi, qui lui saute dans les bras. Le vieux maître se manifeste à nouveau et lui explique qu'il ne lui reste plus qu'une seule chose à faire pour devenir un vrai ninja ; Clarence laisse alors littéralement tomber la jeune femme et reçoit l'approbation de son maître.

## Fiche technique
- Réalisation : Bill Hicks, Kevin Booth, David Johndrow
- Compagnie de production : Bula Bula
- Distribution : Sacred Cow Productions
- Durée : 30 minutes
- Budget: 5 000 $ (estimation)
- Date de sortie : 1er janvier 1991 aux  États-Unis

## Distribution
- Kevin Booth : Clarence Mumford / Voix / Amant de Shotsi
- Bill Hicks : Master, Dr Death / Voix / Amant de Shotsi
- David Johndrow : Mr Doom / Voix / Amant de Shotsi
- Lynne Rardon : Shotsi

## Autour du film
- Le film a été intégralement tourné au Texas, dans les villes de Austin et Houston.
- Le râle ultime de Dr Death, « Rosebud », est un clin d'œil au film Citizen Kane.
- Le générique de fin dure environ 5 minutes, soit un sixième de la durée du film, alors que son équipe était réduite au minimum. La plupart des informations sont en réalité fantaisistes, suggérant par exemple qu’une seconde équipe a réellement tourné certaines scènes en Corée.